# Реактивните момичета: Филмът
„Реактивните момичета: Филмът“ (на английски: The Powerpuff Girls Movie) е американски анимационен супергеройски филм от 2002 г., адаптация на едноименния анимационен сериал, излъчван по Картун Нетуърк. Филмът е режисиран от създателя на сериала, Крейг Маккракън в неговия режисьорски дебют. Той също е съсценарист на филма, а озвучаващия състав се състои от Кати Кавадини, Тара Стронг, Елизабет Дейли, Роджър Джаксън, Том Кейн, Том Кени и Дженифър Хейл. Филмът е предистория на сериала и разказва как са създадени Реактивните момичета и как стават защитници на Таунсвил. Джеймс Венабъл, който композира от музиката от сериала, също композира филма.
Продуциран от Картун Нетуърк Студиос като техен първи пълнометражен филм, филмът е пуснат по кината в САЩ на 3 юли 2002 г. от Уорнър Брос Пикчърс. Получава положителни рецензии, а в боксофиса печели 16 млн. долара при бюджет от 11 млн. долара.

## В България
В България филмът е издаден на VHS от Александра Видео през 2003 г.
През 2008 г. се излъчва по Нова телевизия с български войсоувър дублаж на Арс Диджитал Студио, чийто име не се споменава. Ролите се озвучават от артистите Христина Ибришимова, Ася Братанова, Вилма Карталска, Петър Чернев и Любомир Младенов.